# Aimee-Ffion Edwards
Aimee-Ffion Edwards (Newport; 21 de noviembre de 1987) es una actriz galesa, principalmente conocida por sus personajes en las series británicas Skins y Peaky Blinders.

## Carrera
Antes de participar en la serie Skins, la actriz quería ser una cantante clásica, lo que la llevó a participar en el programa Wawffactor, de la televisión galesa. Habla inglés y galés de manera fluida.
También apareció en un cortometraje llamado Dŵr Dwfn en 2002, y en la obra SH*T-M*X en 2008.
En 2009 participó en la serie Casualty en el capítulo del Día de San Valentín ("Stand By Me"), como una adolescente que busca una cita rápida en el hospital de Holby, y que luego se ve involucrada en un incidente con armas de fuego. En el primer episodio de la serie Casualty 1909 ella interpreta a una jovencita llamada Deborah Lynch, que luego es abusada por su padre. 

## Trayectoria
Televisión
- Skins .... Sketch (7 episodios, 2008)
- Casualty 1909 .... Deborah Lynch (1 episodio, 2009)
- Casualty .... Nina (1 episodio, 2009)
- Being Human .... Robin (1 episodio, 2010)
- Luther .... Jenny (3 episodios, 2011)
- Peaky Blinders .... Esme (17 episodios, 2013-2017)

Videojuegos
- Elden Ring .... Ranni (2022)
- Xenoblade Chronicles 3 .... Mio (2022)